# Юрків Іван
Іван Юрків (1898, Самбірський повіт — ?) — український військовий діяч, підпоручник УСС, поручник УГА, вояк «Карпатської Січі».

## Життєпис
Народжений на Самбірщині.
Мав ранг четаря УСС, потім — поручник УГА. Учасник бою під Мотовилівкою (1918), командант сотні в 11-й Стрийській бригаді УГА. Брав участь у Зимовому поході. Вояк «Карпатської Січі» (1939), командант української поліції в Білій Підляській і Білгораю. 
На еміграції мешкав у США.